# Wojciech Mońka
Wojciech Mońka (ur. 18 stycznia 2007 w Poznaniu) – polski piłkarz grający na pozycji środkowego obrońcy w Lechu Poznań.

## Kariera Klubowa
Urodzony w Poznaniu Mońka rozpoczął swoją młodzieżową karierę w klubie 1922 Lechia Kostrzyn, a następnie w wieku 10 lat dołączył do młodzieżowej drużyny Lecha Poznań. Na przestrzeni lat zdobył tytuł mistrza Centralnej Ligi Juniorów U-15 i U-19. 
W kwietniu 2023 roku Mońka awansował do drużyny rezerw. Swój pierwszy występ w zawodowej lidze zaliczył 6 października 2023 roku, rozgrywając pełne 90 minut w przegranym 1–3 meczu II ligi ze Stalą Stalowa Wola.
3 sierpnia 2024 roku Mońka zadebiutował w pierwszej drużynie Lecha jako rezerwowy w wygranym 3–1 meczu ligowym z Lechią Gdańsk. 12 marca 2025 roku jego kontrakt został przedłużony do czerwca 2029 roku.

## Statystyki
Stan na 26 maja 2025 roku
| Klub               | Sezon              | Liga               | Liga  | Liga   | Puchar kraju | Puchar kraju | Suma  | Suma   |
| Klub               | Sezon              | Liga               | Mecze | Bramki | Mecze        | Bramki       | Mecze | Bramki |
| ------------------ | ------------------ | ------------------ | ----- | ------ | ------------ | ------------ | ----- | ------ |
| Lech II Poznań     | 2023/24            | II Liga            | 9     | 0      | 0            | 0            | 9     | 0      |
| Lech II Poznań     | 2024/25            | III Liga, gr. II   | 17    | 1      | 1            | 0            | 18    | 1      |
| Lech II Poznań     | Ogólnie            | Ogólnie            | 26    | 1      | 1            | 0            | 27    | 1      |
| Lech Poznań        | 2024/2025          | Ekstraklasa        | 9     | 0      | 0            | 0            | 9     | 0      |
| Ogólnie w karierze | Ogólnie w karierze | Ogólnie w karierze | 35    | 1      | 1            | 0            | 36    | 1      |

## Sukcesy
Lech Poznań
- Mistrzostwo Polski: 2024/2025[8]